# Chromonephthea simulata
Chromonephthea simulata är en korallart som beskrevs av van Ofwegen 2005. Chromonephthea simulata ingår i släktet Chromonephthea och familjen Nephtheidae. Inga underarter finns listade i Catalogue of Life.